# Thái cực đồ
Thái cực đồ là một đồ hình mô tả cho thuyết Âm Dương trong văn hóa Phương Đông.

## Hình ảnh

Thái Cực đồ

Thái cực đồ nằm gọn trong một vòng tròn, gồm hai nửa đối xứng ôm trọn lấy nhau, tượng trưng cho Âm (màu đen) và Dương (màu đỏ). Trong mỗi phần đối xứng lại có một chấm tròn màu đối lập nằm trong đó, trong âm có dương trong dương có âm.
Màu sắc của Thái Cực đồ có thể thay đổi, cũng như độ xoắn vào nhau của hai hình đối xứng, Thái Cực Đồ ở trên có chiều xoay theo kim đồng hồ.

## Ý nghĩa
Thái Cực đồ thể hiện ý nghĩa của Triết học phương Đông, cụ thể là thuyết Âm Dương rất rõ ràng:
- Trong mỗi một tổng thể (hình tròn) luôn tồn tại hai mặt đối lập Âm và Dương, hai mặt đó tương hỗ với nhau, bù đắp nhau thành một thể hoàn thiện. Không một tổng thể, cá thể nào có thể tách biệt hoàn toàn hai mặt đó.
- Trong Âm có Dương, trong Dương có Âm, cũng như trong phần màu đỏ có chấm màu đen, và ngược lại.
- Âm thăng, Dương giáng ngược chiều kim đồng hồ
- Âm thịnh, Dương suy và ngược lại. Khi phần màu đen lớn dần thì phần màu đỏ nhỏ dần và ngược lại.
- Cực thịnh thì suy, thể hiện ở mỗi phần khi đạt đến độ cực đại thì xuất hiện yếu tố đối lập ngay trong lòng, và phần đó sẽ phát triển dần

## Lịch sử

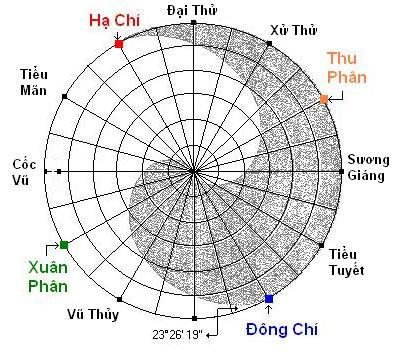
Hình Thái cực đồ tạo thành từ bóng nắng

Có giả thuyết cho rằng hình ảnh của Thái Cực đồ được tạo lập từ quan sát thiên văn thông qua đo bóng nắng mặt trời. Khi cắm một chiếc que thẳng trên mặt đất và đánh dấu tất cả khu vực mà bóng của que quét trong một năm, sẽ có một đồ hình Thái Cực đồ
Có ý kiến cho rằng Thái Cực đồ của Đạo gia cũng như đồ hình chữ Vạn của Phật gia là có chung một nguồn gốc. Đó chính là các biểu tượng của các dạng Thiên Hà khác nhau trong vũ trụ.

## Vô Cực đồ
Từ Thái Cực đồ, đến đời Tống, các nhà Tống nho đã ghép thêm tư tưởng về Vô Cực đứng trước Thái Cực, tạo thành Vô cực đồ.